# Viktor Glondys
Viktor Glondys (ur. 7 grudnia 1882 w Bielsku, zm. 28 października 1949 w Sybinie) – niemiecki duchowny i teolog luterański związany z Bukowiną i Siedmiogrodem, biskup Kościoła Ewangelickiego Augsburskiego Wyznania w Rumunii w latach 1932–1941 i 1944–1945.

## Życiorys
Glondys urodził się w katolickiej rodzinie w wielonarodowościowym i wielowyznaniowym Bielsku (dziś Bielsko-Biała) na Śląsku Austriackim. Jego ojciec, Joseph Glondys (1834–1906), był właścicielem piekarni i miał z żoną Johanną pięcioro dzieci. Glondys całe życie podkreślał, że czuje się przede wszystkim obywatelem austro-węgierskim, a nie członkiem narodu niemieckiego, i wpajał swym dzieciom poszanowanie dla różnorodności kulturowej.
Po ukończeniu bielskiego gimnazjum w 1901 roku rozpoczął studia filozoficzne na Uniwersytecie Karola Franciszka w Grazu. Podczas studiów zainteresował się naukami Marcina Lutra o usprawiedliwieniu i jego znaczeniu dla wiary, decydując się w 1903 roku przejść na luteranizm. 
W tym samym roku rozpoczął studia teologiczne w Wiedniu i Marburgu. Od 1907 roku był wikariuszem w Prysace Dornej w południowej Bukowinie. W 1909 roku został wikariuszem w Czerniowcach, a dwa lata później wybrano go na proboszcza czerniowieckiej parafii ewangelickiej. Zarazem w 1917 roku zdobył w Grazu doktorat z filozofii, a dwa lata później habilitował się na Uniwersytecie Franciszka Józefa w Czerniowcach. Od roku 1922 był proboszczem w Braszowie. W 1930 roku został wikariuszem episkopalnym, a w listopadzie 1932 roku biskupem Kościoła Ewangelickiego Augsburskiego Wyznania w Rumunii. 
Sprzeciwiał się rosnącym nastrojom faszystowskim i wzywał do pokojowego współżycia w Siedmiogrodzie ludzi różnych narodowości i wyznań. Do historii przeszło jego kazanie z roku 1931, kiedy nawiązał do przypowieści o miłosiernym Samarytaninie: „Uniwersalne przykazanie miłości obowiązuje jak dla Chińczyków i Murzynów, tak dla Żydów i ludzi Zachodu, jak w czasach Jezusa, tak dziś i na zawsze”. Był za to atakowany przez środowiska nacjonalistyczne i antysemickie. Jednym z sympatyków nazizmu był proboszcz Petelei, Friedrich Benesch, który za zaangażowanie w politykę został w 1936 roku postawiony przed konsystorzem, któremu przewodził Viktor Glondys.
W 1941 roku, kiedy ideologia nazistowska zaczęła dominować wśród Niemców rumuńskich, także w strukturach Kościoła ewangelickiego, Glondys został zmuszony do przejścia na emeryturę. Poświęcił się odtąd pracy teologicznej na Akademii Marcina Lutra w Sybinie. Biskupem stał się ponownie po obaleniu reżimu Iona Antonescu w sierpniu 1944 roku, jednak po niecałym roku sam zrezygnował z pełnienia tej funkcji.
Glondys reprezentował rumuński Kościół ewangelicki w Światowej Federacji Luterańskiej i Dziele Gustawa Adolfa (niem. Gustav-Adolf-Werk). Był założycielem i przewodniczącym Stowarzyszenia Niemieckich Kościołów Protestanckich Europy Południowo-Wschodniej oraz członkiem Senatu Akademii Lutra w Sondershausen.
Ożenił się z córką radcy cesarskiego, Alice Mayer, z którą miał syna Kurta. W 1930 roku został doctorem honoris causa Wydziału Teologicznego Uniwersytetu Wrocławskiego.